# パク・ヒョンソン
パク・ヒョンソン（ハングル表記：박현선、1979年2月26日 - ）は、大韓民国のアナウンサー。ソウル市出身。ソウル大学校の器楽科でピアノを専攻して卒業した。2003年にKBSの第29期公開採用でアナウンサーとして採用され入局した。ニュース番組の他『生放送 世の中の朝』や『挑戦! 主婦歌謡スター』などの番組で司会進行を務めた。

## 出演番組
- KBS 1TV KBSニュース12[2]
- KBS 1TV KBSニュース広場[2]
- KBS 1TV 子供ニュース探検隊（朝鮮語版）[2]
- KBS 1TV カーネーション紀行（朝鮮語版）[3]
- KBS 2TV 生放送 世の中の朝（朝鮮語版）[3]
- KBS 2TV KBS TV特講（朝鮮語版）[2]
- KBS 2TV 挑戦! 主婦歌謡スター（朝鮮語版）[2]